# Изменение климата и дети

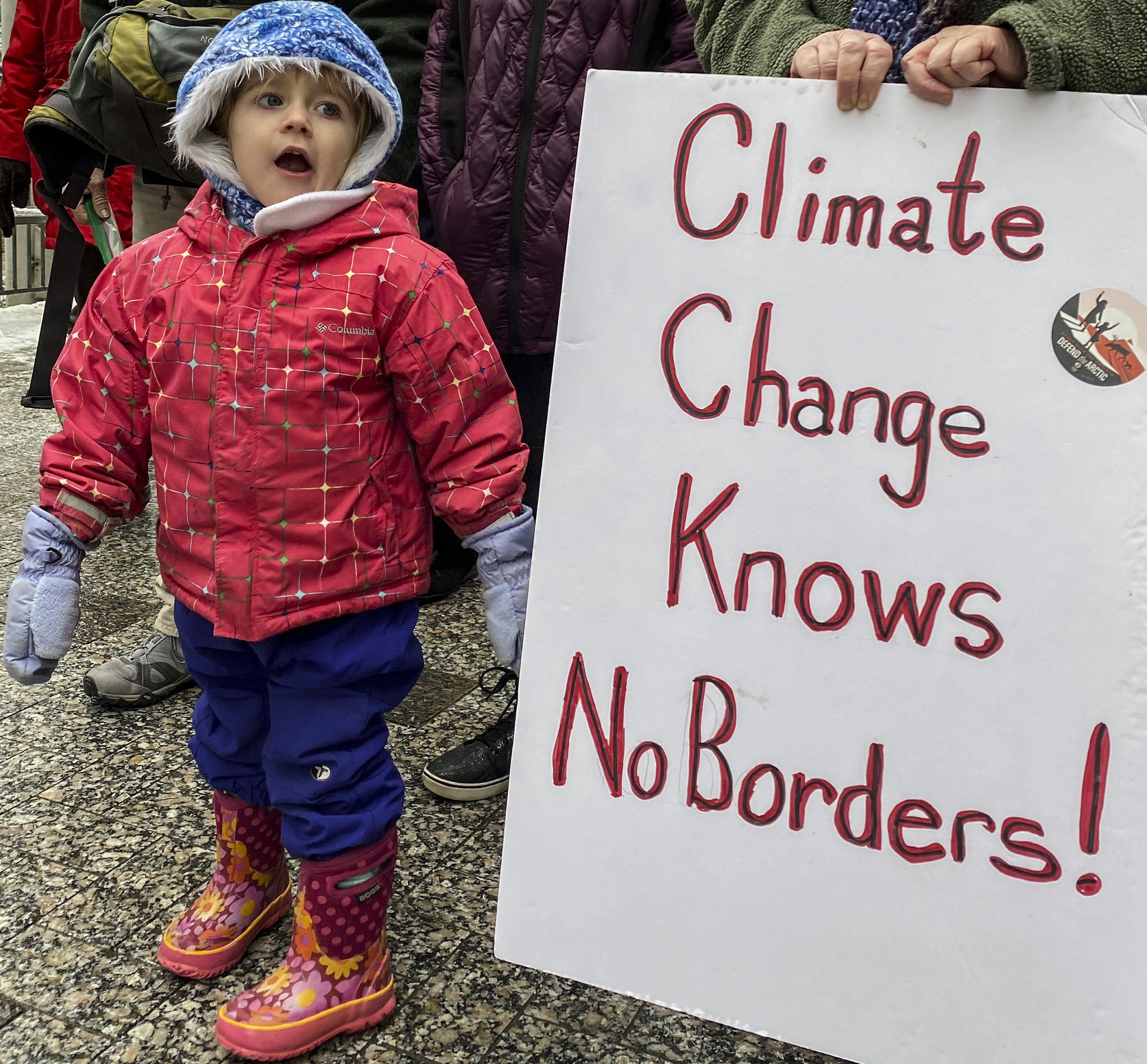
Чрезвычайная климатическая ситуация

Глобальное потепление оказывает на детей как прямое, так и косвенное влияние. Дети более уязвимы для воздействия глобального потепления на людей, чем взрослые. По оценкам Всемирной организации здравоохранения, 88 % существующего глобального бремени болезней связано с глобальным потеплением, затрагивающим детей в возрасте до 5 лет. В обзоре Lancet о здоровье и изменении климата дети относятся к категории наиболее пострадавших от изменения климата.
Дети физически более уязвимы для изменения климата во всех его формах. Изменение климата влияет на физическое здоровье ребёнка и его благополучие. Существующее экономическое неравенство между странами и внутри стран определяет, как изменение климата влияет на детей. Дети не имеют права голоса или внимания с точки зрения глобальных мер реагирования на изменение климата.
Люди, живущие в странах с низким уровнем дохода, страдают от более высокого бремени болезней и менее способны противостоять угрозам изменения климата.

## Влияние изменения климата на детей

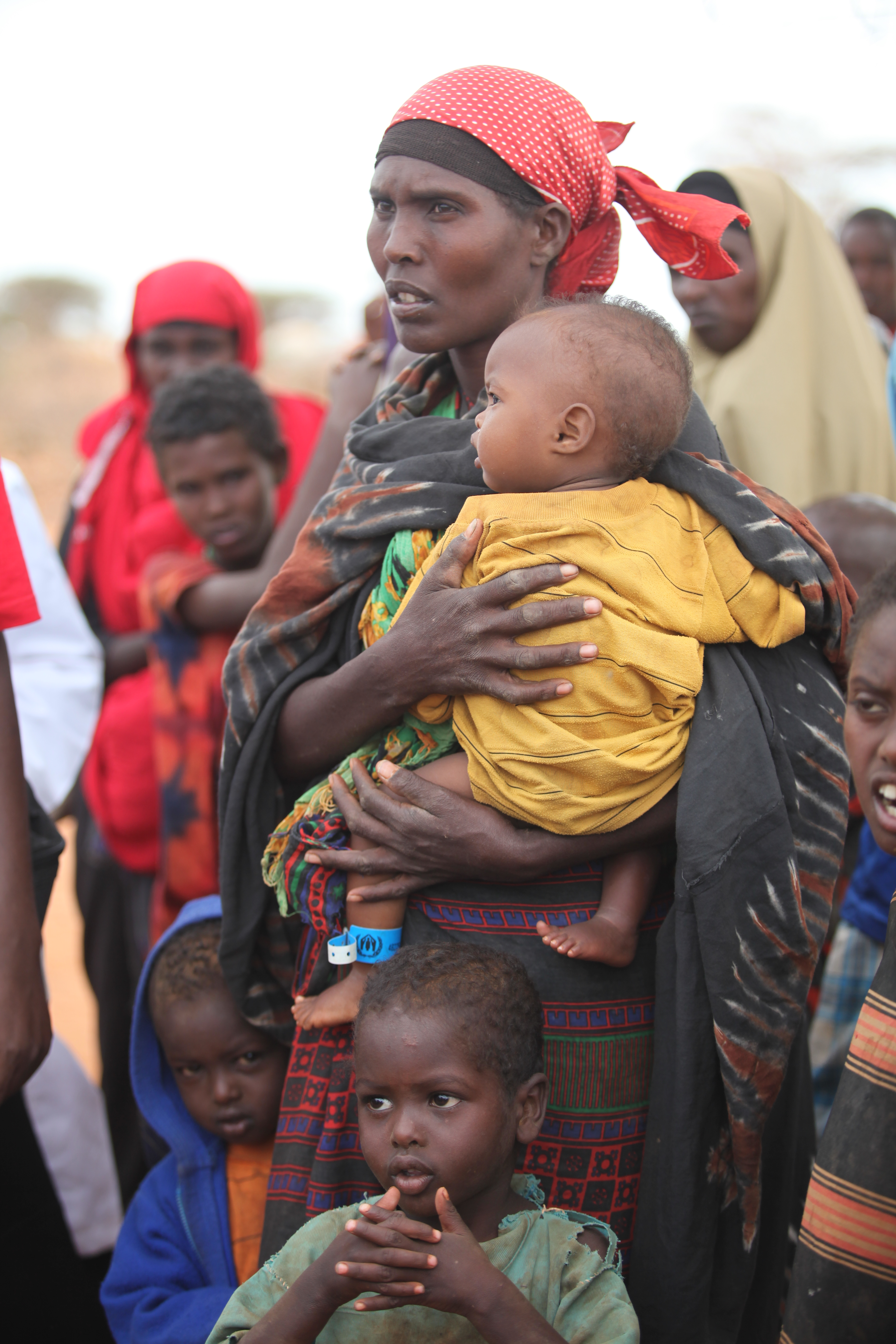
Климатические мигранты из Африканского рога

Дети страдают от разрушения домов, угроз продовольственной безопасности и потери средств к существованию семьи, что приводит к изменению климата. Воздействие на детей может усугубляться социальным и экономическим неравенством, вооруженными конфликтами и эпидемиями здравоохранения. Последствия изменения климата подразделяются на два основных аспекта: прямые или косвенные, мгновенные или отложенные. Воздействие на физическое здоровье ребёнка включает: смертельные исходы и травмы, тепловые заболевания, воздействие токсинов окружающей среды; инфекционные и другие заболевания, проявляющиеся при более высоких температурах.
Также наблюдается значительный рост проблем с психическим здоровьем и обучением, таких как посттравматическое стрессовое расстройство (ПТСР), депрессия и тревожность, нарушения сна, когнитивные дефициты и трудности в обучении. В этом примере о постпродовольственном периоде в Пакистане в 2010 году 73 % детей в возрасте от 10 до 19 лет демонстрировали высокий уровень посттравматического стрессового расстройства, что серьёзно повлияло на девочек-перемещенных лиц.
Среди других серьёзных случаев, которые были обнаружены, были страдание, горе и гнев; потеря личности; чувство беспомощности и безнадежности; более высокий уровень самоубийств; и рост агрессии и насилия.
Помимо физических воздействий, существуют факторы психологического и психического здоровья, которые угрожают благополучию ребёнка.

## Здоровье и благополучие
Экстремальные явления, вызванные изменением климата, могут разрушить дома, школы, детские сады и другую важную инфраструктуру. Тайфун Хайан уничтожил целые города на островах Лейте и Самар на Филиппинах. Многие дети, пережившие тайфун Хайан, потеряли свои дома и имущество. В 2020 году тайфун Молаве вызвал наводнения и оползни, разрушившие дома, поставив под угрозу примерно 2,5 миллиона детей во Вьетнаме. В результате этого погибли 9 и было перемещено более миллиона человек во Вьетнаме и на Филиппинах.
Климатические явления нанесли серьёзный ущерб жизням и средствам к существованию. Тайфуны, штормовые нагоны и другие беспорядки привели к потере активов и капитала и снижению доходов семей фермеров, рыбаков, работников неформального сектора и владельцев малого бизнеса. Семьи с большим количеством детей более уязвимы для катастрофических личных расходов на здравоохранение. После того, как тайфун «Парма» обрушился на Филиппины, резко увеличился процент отсева учащихся из школ из-за потери семейных доходов. Детям, которые продолжали ходить в школу, иногда приходилось ходить в класс без денег, чтобы купить еду. В сельских районах были уничтожены поля, сады, пруды, посевы, рыбацкие лодки и сельскохозяйственное оборудование, а также пропал домашний скот, что отрицательно сказалось на продовольственной безопасности целых сообществ.

## Воздействие на окружающую среду

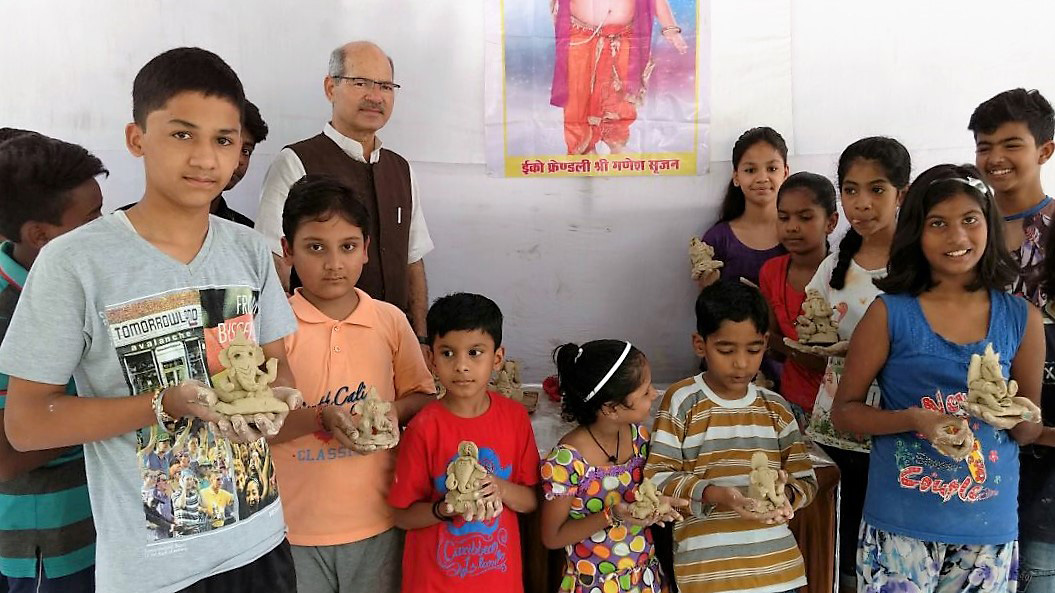
Государственный министр окружающей среды, лесов и изменения климата Индии с детьми

Дети чувствительны к нехватке основных природных ресурсов, вызванной природными явлениями засухи и наводнений. Примечательно, что около 160 миллионов детей живут в регионах с чрезвычайно высокой засухой, и более 500 миллионов детей проживают в районах с чрезвычайно частыми наводнениями. Что касается природных явлений, стихийные бедствия приводят к перемещению семей и детей. Это перемещение происходит из-за экстремальных погодных явлений с повышенным риском ухудшения физического и психического здоровья.
По оценкам, на глобальном уровне дети переносят 88 % бремени болезней из-за изменения климата. Каждый ребёнок зависит от опекунов и в своем сообществе. Реальная угроза находится в неблагополучных районах, которые уже страдают от экологических проблем. Это приведет к различным заболеваниям, инвалидности, высокому уровню детской смертности. В 2013 году Межправительственная группа экспертов по изменению климата оценила, что глобальные температуры, вероятно, увеличатся до 4,8 °C к 2100 году, если текущие выбросы продолжат расти. Постоянное воздействие загрязнителей воздуха влияет на массу тела при рождении, малый размер для гестационного возраста и на случаи преждевременных родов. Когда дети подвергаются большему воздействию загрязнения воздуха (O3, твердые частицы, SO2 и/или NO2), они, как правило, страдают астмой, что приводит к усилению окислительного стресса в дыхательных путях и воспалению дыхательных путей у детей с астмой. Загрязнение воздуха влияет на состояние ребёнка. Для этого, если мы подойдем к сравнению ребёнка, рождённого до закрытия расположенной угольной электростанции, после закрытия завода, имела значительно более низкие уровни аддуктов ПАУ-ДНК в пуповинной крови и более высокие уровни нейротрофического фактора головного мозга (BDNF), белок, необходимый для раннего развития мозга. В этом заключается риск.

## Действия детей в связи с изменением климата

### Школьная забастовка за климат

Максимальное количество бастующих школьников на страну (чем темнее, тем больше)

Школьная забастовка за климат (шведский: Skolstrejk för klimatet), также известная как «Пятницы ради будущего», «Молодежь за климат», «Климатическая забастовка» или «Молодежная забастовка за климат», — это международное движение школьников, которые пропускают занятия по пятницам, чтобы участвовать в демонстрациях, требовать от политических лидеров действий по предотвращению изменения климата и по переходу отрасли ископаемого топлива на возобновляемые источники энергии.
Публичность и широкая организованность начались после того, как в августе 2018 года шведская ученица Грета Тунберг устроила акцию протеста перед зданием шведского риксдага (парламента), держа табличку с надписью «Skolstrejk för klimatet» («Школьная забастовка за климат»).
Глобальная забастовка 15 марта 2019 года собрала более миллиона забастовщиков в 2200 забастовках, организованных в 125 странах. 24 мая 2019 года прошла вторая глобальная забастовка, в которой 1600 мероприятий в 150 странах собрали сотни тысяч протестующих. События были приурочены к выборам в Европейский парламент в 2019 году.
Глобальная неделя будущего 2019 года представляла собой серию из 4500 забастовок в более чем 150 странах, сосредоточенных примерно в пятницу 20 сентября и в пятницу 27 сентября. Забастовки 20 сентября, вероятно, крупнейшие в мировой истории, собрали около 4 миллионов протестующих, многие из которых были школьниками, в том числе 1,4 миллиона в Германии. 27 сентября около двух миллионов человек приняли участие в демонстрациях по всему миру, в том числе более миллиона протестующих в Италии и несколько сотен тысяч протестующих в Канаде.

### Судебный иск
Джулиана против Соединенных Штатов была отклонена в 2020 году на том основании, что истцы не имели права подавать иски, но новое дело было возбуждено по более узким причинам. В деле «Дуарте Агостиньо и другие против Португалии и других», возбужденном детьми и молодыми людьми, Европейский суд по правам человека попросил 33 государства ответить к маю 2021 года с информацией о том, как они пытаются ограничить изменение климата.

## Участие детей в изменении климата
Решение проблем, связанных с изменением климата, имеет решающее значение, особенно когда речь идет о его воздействии на детей. Для этого решающее значение имеет решение проблемы с помощью образовательного и художественного подхода и вовлечение родителей в процесс.
Важно включить вопросы изменения климата в учебную программу. Как только дети узнают о существовании и безотлагательности глобальных экологических проблем вокруг них, они становятся более осведомленными и заинтересованными в улучшении состояния окружающей среды в мире.
Искусство помогает детям в разных аспектах развития. Поощряя осмысленное самовыражение в отношении любых идей, изменения климата здесь, им предлагают средство для выработки устойчивых решений по отношению к своему сообществу и всему миру. Отмечается, что при установлении прочных отношений между детьми и их родителями на восприятие последними проблем могут повлиять усилия их ребёнка. Чем больше дети будут рассказывать о проблемах изменения климата, тем лучше они будут осведомлены об этом. Таким образом, развитие этого дружеского коммуникативного отношения положительно влияет на восприятие и действия родителей в дальнейшем.

## Решение проблемы изменения климата для детей
Ребёнок является уязвимой личностью по отношению к любой проблеме, изменение климата — одна из основных растущих проблем для детей. Чтобы уменьшить влияние изменения климата на благополучие ребёнка, рекомендуется напоминать им, что они не одни сталкиваются с этой проблемой, разделять свои переживания и беспокойства и превращать негативные эмоции в позитивные.

## Глобальные инициативы
Был начат ряд глобальных инициатив и проектов, направленных на решение проблем, связанных с воздействием изменения климата на детей.
| Заголовок | Организация | Тип                 | Год       |
| --- | --- | ------------------- | --------- |
| Глобальная инициатива по улучшению положения детей Право на здоровую окружающую среду                          | Организация Объединённых Наций | Инициатива          | 2019-2021 |
| Цель Национального плана действий по борьбе с изменением климата                                               | Национальный план действий Кении по борьбе с изменением климата | План Действий       | 2018-2022 |
| Программа малых грантов                                                                                        | Программа развития ООН, Глобальный экологический фонд | Гранты и проекты    | 2015      |
| Гуманитарная помощь, чувствительная к изменению климата                                                        | ЮНИСЕФ | Инициатива          | 2015      |
| Совместная рамочная инициатива Организации Объединённых Наций по проблемам детей, молодежи и изменения климата | Организация Объединённых Наций | Рамочная инициатива | 2013      |
| Климатические дети НАСА                                                                                        | НАСА | Веб-сайт            | 2010      |
| Защита здоровья детей в меняющейся среде                                                                       | Всемирная организация здравоохранения | Отчет               | 2010      |
| Изменение климата: действуйте прямо сейчас                                                                     | ЮНИСЕФ, Ассоциация молодых христианских женщин, девушки со всего мира говорят, Продовольственная и сельскохозяйственная организация ООН, Международная федерация обществ Красного Креста и Красного Полумесяца, Всемирная организация скаутского движения, Герцога Эдинбургского | Инициатива          | 2003      |

## Молодые активисты по изменению климата

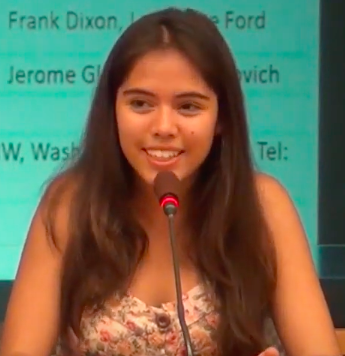
Сье Бастида - экологический активист

Необходимо поддерживать и пропагандировать молодёжный активизм, чтобы уменьшить воздействие глобального изменения климата на детей. Наиболее известные из молодёжных активистов:
- Мари Копени
- Сье Бастида
- Отем Пельтье
- Сютескатль Мартинес
- Лесейн Мутункей
- Элла и Кейтлин МакЭван
- Леах Намугерва
- Ридхима Пандей
- Исра Хирси